# Empire Falls
Empire Falls is een Amerikaanse miniserie uit 2005. De serie is gebaseerd op de gelijknamige novel Empire Falls uit 2001 van Richard Russo. Hij won hiermee de Pulitzer Prize voor fictie in 2002. Het verhaal draait om Miles Roby in een fictieve plaats in Maine.

## Karakters & Cast
Empire Falls gaat over het reilen en zeilen in een kleine vervallen arbeidersstad; Empire Falls. Naar het gelijknamige boek van de Amerikaanse schrijver, Richard Russo.
- Miles Roby, gespeeld door Ed Harris, is de manager van de "Empire Grill". Hij is gescheiden en heeft een tienerdochter. Hij heeft zijn studie niet afgemaakt en zorgt nu ook voor zijn moeder.
- Janine Roby, gespeeld door Helen Hunt, is Miles' ex-vrouw. Sinds haar scheiding en haar afvalobsessie, heeft ze altijd ruzie met haar dochter. Ondanks haar arrogante houding, is Janine stiekem een onzekere vrouw. Hoewel ze voogdij over haar dochter heeft, wil zij liever bij haar vader zijn.
- Christina "Tick" Roby, gespeeld door Danielle Panabaker, is de dochter van Miles en Janine. Ze is slim, vriendelijk en is dol op haar vader en grootvader.
- Max Roby, gespeeld door Paul Newman, is Miles' vader. Max is eerlijk, wat soms ook een negatieve uitpak heeft. Hij doet ook alles om te krijgen wat hij wil.
- Charlie Mayne, gespeeld door Philip Seymour Hoffman, is het symbolische figuur in Miles' leven en heeft zich ook als kandidaat op gesteld voor zijn moeder.
- Grace Roby, gespeeld door Robin Wright Penn, is de moeder van Miles. Ze is erg trots op hem en houdt dan ook veel van de man. Haar affaire met Charlie heeft een grote impact op zijn leven.
- Francine Whiting, gespeeld door Joanne Woodward, is de baas van Miles en is tevens de botte en rijkste inwoner van de stad.
- David Roby, gespeeld door Aidan Quinn, is de jongere broer van Miles. Hij is een voormalige alcoholist en heeft een auto-ongeluk overleefd. Hij werkt als kok bij de "Empire Grill". Hij moedigt Miles aan wilder te leven.
- Walt Comeau, gespeeld door Dennis Farina, is Janines verloofde en de eigenaar van een fitness-club. Hij is arrogant en ziet Miles als een concurrent.
- John Voss, gespeeld door Lou Taylor Pucci, is een klasgenoot van Tick. Hij is agressief, omdat hij als kind misbruikt en verwaarloosd werd. Alleen Tick is niet bang voor hem.
- Cindy Whiting, gespeeld door Kate Burton, is Francines dochter. Ze is, in tegenstelling tot Francine, een aardige dame en is verliefd op Miles.
- Jimmy Minty, gespeeld door William Fichtner, is de saaie voormalige klasgenoot van Miles. Hij werkt nu als agent en bijna niemand uit de stad mag hem.
- Zack Minty, gespeeld door Trevor Morgan, is Ticks vijandige ex-vriend en de zoon van Jimmy Minty. Hij pest leerlingen, zoekt altijd mee ruzie en komt hier ook altijd mee weg.
- Bea, gespeeld door Estelle Parsons, is Janines moeder. Ze vindt Janines houding slecht en is dol op Miles. Ze is de eigenaar van de lokale bar en het zwembad.
- Charlene, gespeeld door Theresa Russell, is de aantrekkelijke serveerster bij de "Empire Grill". Ze gaat uit met David en weet dat Miles verliefd is op haar.